# 中華民國自由車協會
中華民國自由車協會（Chinese Taipei Cycling Association，CTCA）是籌組中華代表隊參加奧、亞運動會及世界、亞洲之錦標（盃）賽自行車項目的團體，國際自由車總會和亞洲自由車總會的會員。

## 沿革
前身為「中華全國自由車委員會」於1963年8月31日在自由之家成立，主任委員蕭自誠先生（前中華日報董事長兼發行人）。

## 主辦賽事
- 國際自由車環台賽[7]
- 全國自由車公路錦標賽
- 全國自由車場地錦標賽
- 全國自由車少年公路錦標賽
- 全國登山車（下坡）錦標賽
- 全國登山車（越野）錦標賽

## 外部連結
- 中華民國自由車協會 （页面存档备份，存于）
- 中華民國自由車協會的Facebook專頁